# 湖山水庫
湖山水庫是臺灣一座離槽水庫，位於雲林縣斗六市與古坑鄉交界處，位於斗六市東南方10公里，為全臺灣水庫中，有效容量第九大水庫，規劃除了水庫集水區(範圍小)外，並於清水溪建置桶頭攔河堰越域引水擴充水源，聯外道路工程已於2003年施作，大壩工程2008年開始進行，全部工程於2015年年底完工，於2016年4月2日啟用，主要用途為提供雲林縣、南彰化縣、嘉義縣市之用水(民生用水、農業灌溉及養殖漁業用水)，以減緩抽取地下水所造成地層下陷及地下水中「砷」汙染的問題，提高用水品質。完工後將與集集攔河堰共同調節水源，於豐水期自集集攔河堰引水，枯水期時則運用湖山水庫之蓄水。

## 沿革
為調節雲林地區的水資源運用，經濟部水利署提出「雲林縣湖山水庫工程計畫」，1995年完成可行性規劃，2001年由行政院通過實施。湖山水庫主要為雲林地區提供公共用水及工業用水，減少對地下水的依賴，以減緩該地區的地層下陷問題。工程計畫耗資新台幣185億，於2002年動工後，其間因涉及八色鳥生態環保及梅林遺址議題，而暫時停工，後於2006年復工，整個水庫興建歷經環保及文化資產保護等相關議題的處理與協調。。
終於在經過14年的施工後，於2016年4月開始蓄水。7月起開始正式供水。2018年1月15日待一切零星工程全完工，舉行竣工感恩音樂會，自2月1日起開放白天參觀，晚間關閉的措施。

## 大壩
湖山水庫的大壩共有三座，分別為湖南壩、湖山主壩及湖山副壩，前兩者最高達76公尺，副壩最高63公尺，由北往南分別湖山主壩、湖山副壩及湖南壩。

## 基本資料
以下為湖山水庫的基本資料：
- 位置：雲林縣斗六市與古坑鄉交界處
- 河系：梅林溪
- 集水面積：6.58平方公里
- 最高洪水位（又稱最大可能供水位（CMS））：標高213.40公尺
- 總蓄水量：5676萬立方公尺
- 計畫有效蓄水量：5218萬9000立方公尺
- 壩型：中央心牆式土石壩
- 壩頂：標高216公尺
- 最大壩身高度：76公尺
- 壩頂長度：湖山主壩約615公尺、湖山副壩約394公尺、湖南壩約648公尺
- 壩頂寬度：10公尺
- 壩體積： 1295萬立方公尺

## 生態
湖山水庫之氣候為熱帶氣候之森林，主要樹種為楠木類及榕屬植物，另有圓葉布勒德藤(Bredia hirsuta var. rotundifolia)、岩生秋海棠及鹿谷秋海棠等較稀有的植物。
根據農委會針對八色鳥的調查顯示湖山水庫動工後，有減少的趨勢。

## 爭議
環保團體指出，湖山水庫的越域引水水源清水溪因林木砍伐，含沙量急劇升高，使用20年後儲水效能可能不彰，另外，湖山水庫興建後可能截斷水源，致地下水無法補充，使地層下陷更加惡化。於歷史文物方面，新石器時代的梅林遺址很可能因水庫洩洪道而受到影響。

## 外部連結
- 湖山水庫工程計畫
- 經濟部水利署全球資訊網-湖山水庫 （页面存档备份，存于）
- 台灣水庫即時水情 （页面存档备份，存于）